# 胡志明勳章
胡志明勳章，是越南社會主義共和國最早設置的獎章，自1947年6月6日起設立，勳章創造者是胡志明主席。
該勳章被授予或追授予在政治、經濟、社會、文學、藝術、科學、技術、國防、安全、外交或其他領域方面有一眾傑出成就的個人。
當第一次設置時，胡志明勳章分3級，但自1981年以來，已成為一個單一級。目前胡志明勳章是越南社會主義共和國繼金星勳章後的第二高國家勳章。該勳章被賦予為國家提供優秀服務的公民，也可以出於同樣的原因，頒發給為越南人民武裝力量英勇打擊敵人的的成員、軍艦、城市、地區、集體。

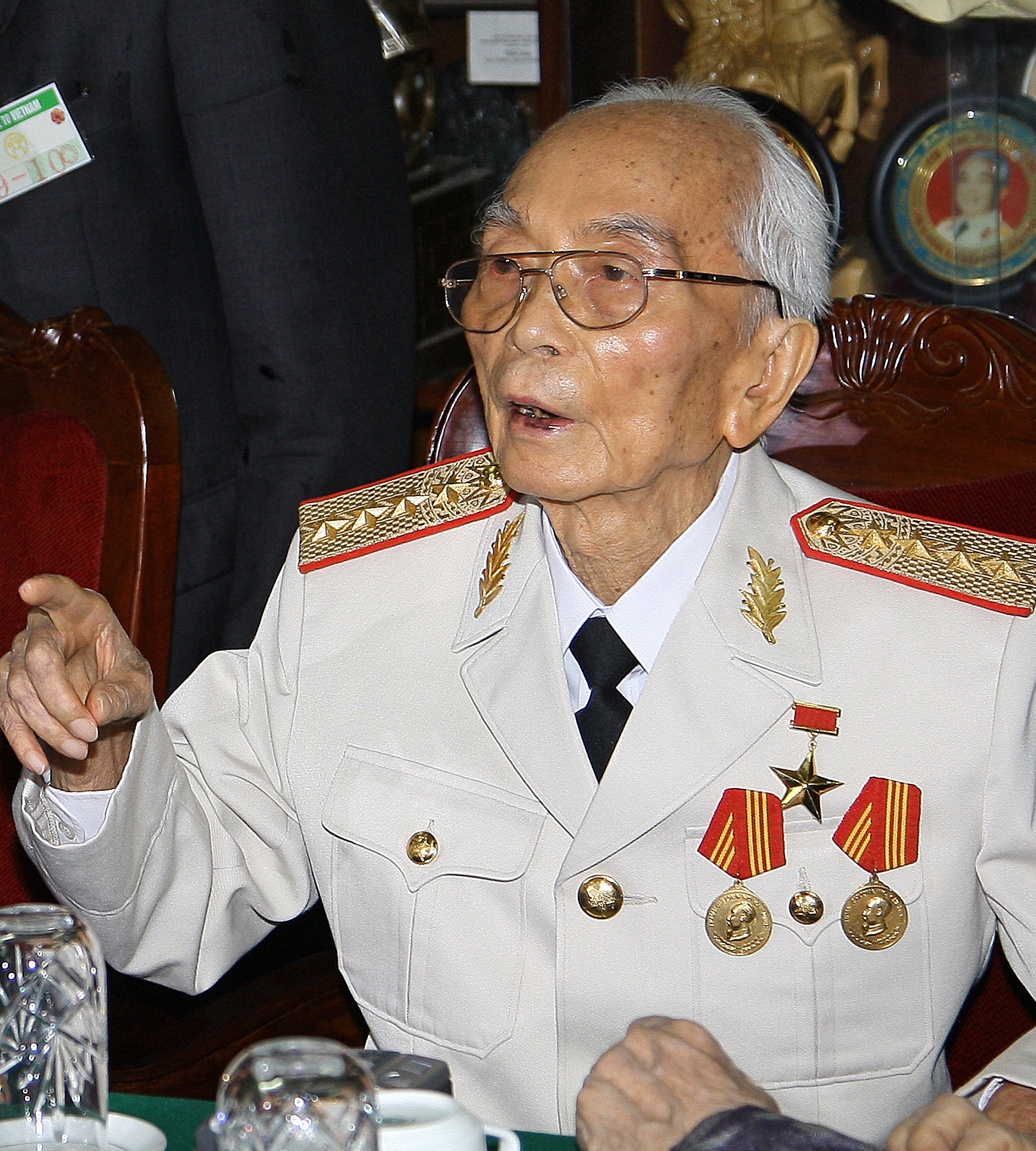
越南軍事家武元甲獲得兩枚胡志明勳章